# Bill Mason
William Clifford „Bill“ Mason (* 1929 in Winnipeg, Manitoba; † 29. Oktober 1988 in Chelsea, Quebec, Kanada) war ein Naturforscher und -schützer, Schriftsteller, Filmemacher und Naturmaler. Einen besonderen Ruf hat er unter Kanuten aufgrund seiner Lehrfilme und -bücher.

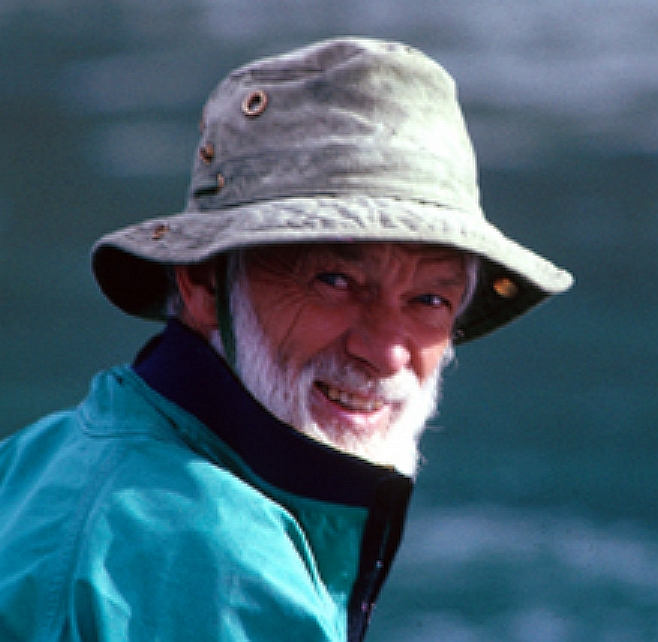
Bill Mason

## Leben
Mason wurde 1929 in Winnipeg (Manitoba) geboren. 1951 absolvierte er die Kunstschule an der University of Manitoba. Seine Liebe zur Natur drängte ihn immer wieder in die Wildnis, wozu ihm der Canadier eine wichtige Ausrüstung wurde, dem er zeitlebens große Aufmerksamkeit zuwandte. Dabei entwickelte und verfeinerte er verschiedene Paddelschläge und Fahrtechniken, besonders für herausfordernde Wildwasserpassagen. Die Faszination des Kanusports und der Wildnis machte Bill Mason mit mehreren Filmen einem breiten Publikum zugängig.
Bill Mason starb 1988 an Krebs.
Seine Frau Joyce und seine Kinder Paul und Becky führten sein Lebenswerk weiter.

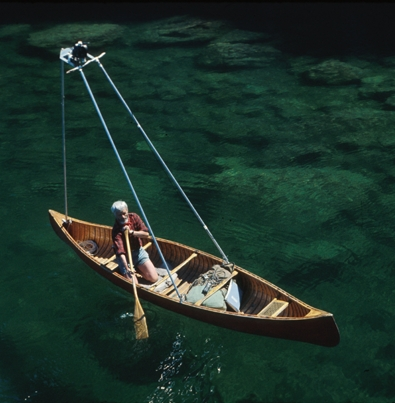
Bill Mason im Kanu

## Werk
Als Schriftsteller und Filmemacher produzierte Mason mehrere Werke von hoher Qualität. Mit seiner Familie erstellte er eine Serie von Schulungsfilmen, die ihm den Titel eines „Schutzpatrons der Kanufahrer“ bzw. „Paddel-Papst“ einbrachte und seit den 1970er-Jahren Generationen von Kanufahrern prägte. Sein Buch und seine Filme über Paddeltechnik machten ihn auch in Europa bekannt.

### Bücher
- Path of the Paddle, über die Technik des Kanufahrens (ins Deutsche übersetzt von Elmar Engel und Arno Gatz).
- Song of the Paddle, über Kanu-Reisen in der Wildnis
- Fortsetzung der Serie: Thrill of the Paddle von Paul Mason und Mark Scriver, über Wildwasser-Kanufahren
- Canoescapes, eine Zusammenstellung von Texten und Gemälden von Bill Mason

### Filme
- The Voyageurs (1964)
- Paddle to the Sea (1966) (nominiert für einen Oscar als bester Kurzfilm, 1968)
- The Rise and Fall of the Great Lakes (ausgezeichnet mit dem BAFTA, 1968)
- Blake (1969) (nominiert für einen Oscar als Bester Kurzfilm, 1970)
- Death of a Legend (1971) (Dokumentation über die Gefährdung der Wölfe)
- Cry of the Wild (1972)
- Goldwood (1974)
- In Search of the Bowhead Whale (1974) (Expeditionsfilm)
- Wolf Pack (1974)
- Face of the Earth (1975)
- Path of the Paddle (1977) (Filmserie über Paddeltechnik, ausgezeichnet mit dem BAFTA Award)
- Song of the Paddle (1978) (Kanu Wildnisfahrt der Mason Familie)
- Coming Back Alive (1980)
- Pukaskwa National Park (1983)
- The Land that Devours Ships (1984)
- Waterwalker (1984)

### Gemälde
Mason brachte viele Eindrücke, die er in der Natur erlebte, in seinen Gemälden zum Ausdruck. Deshalb nahm er fast jedes Mal seine Malausrüstung mit auf seine ausgedehnten Kanutouren. Mason malte in Öl, vom Stil her orientierte er sich an seinem großen Vorbild William Turner.

## Ehrungen
Bill Mason erhielt mehrere Ehrungen, einschließlich der Darstellung auf kanadischen Briefmarken im Jahr 1998. Eine Ehrung durch die Bevölkerung stellt die inoffizielle, aber weit verbreitete Bezeichnung einer Felsspitze in den 96 m hohen Virginia Falls des Nahanni im Nahanni-Nationalpark als „Mason’s Rock“ dar. Verschiedene Canadier, die auf der Form des Chestnut Prospector von 1910 aufbauen, tragen als Serie oder als Sondermodell seinen Namen. Sein Lieblingsboot, ein Canvas-bespannter Prospector aus Holz, ist heute im Canadian Canoe Museum in Peterborough (Ontario) ausgestellt.